# Rhinocricus juninus
Rhinocricus juninus är en mångfotingart som beskrevs av Kraus 1956. Rhinocricus juninus ingår i släktet Rhinocricus och familjen Rhinocricidae. Inga underarter finns listade i Catalogue of Life.